# Дайніс Іванс
Дайніс Іванс (латис. Dainis Īvāns, нар. 25 вересня 1955, Мадона) — латвійський журналіст і політик.
З 1979 року працював журналістом, а в 1986 році привернув увагу громадськості, виступаючи проти будівництва ще однієї дамби гідроелектростанції на річці Даугава поблизу міста Даугавпілс. Іванс підкреслив втрату ландшафту та переміщення численних сіл і міст, необхідних під час будівництва дамби. В результаті кампанії в ЗМІ, яку вів Іванс, будівництво дамби було скасовано. Йому присвоєно звання «Найпопулярніший журналіст 1986 року».
У 1988 році став одним із засновників Народного фронту Латвії та його лідером. Після перемоги Народного фронту на виборах 1990 року, став віце-спікером Верховної ради, перехідного парламенту Латвії. У 1992 році залишив цю посаду.
Повернувся в політику в 1998 році, приєднавшись до Латвійської соціал-демократичної робітничої партії, і був обраний до Ризької міської ради від списку соціал-демократів у 2001 році. Був лідером Латвійської соціал-демократичної робітничої партії з 2002 по 2005 рік.